# 河南中医药大学第一附属医院
河南中医药大学第一附属医院前身为始建于1953年的河南省人民政府军政机关中医诊疗所。后来与开封市第一中西联合医院合并成立河南省中医院；1956年随省政府迁入郑州市现址；1959年归属河南中医学院，更名为河南中医学院附属医院，当时设有200张病床、各科初具规模；自1988年起正式更名为"河南中医学院第一附属医院"。2015年因河南中医学院更名为河南中医药大学而更名为河南中医药大学第一附属医院。
地址位于郑州市人民路19号。

## 简介
医院占地5.66万平米，总建筑面积12.76万平米。开设48个临床科室、33个病区、13个医技科室；开放119个诊室，日均门、急诊量4000余人次；开设1500张床位，年收治病人2.5万人次；设有急救中心、综合体检中心、社区医疗延伸服务中心、河南省中医内科会诊中心和河南省中西医结合儿科会诊中心。
拥有6个国家中医药管理局重点学科（建设单位），7个重点专科（建设单位）；1个河南省重点学科，7个河南省中医管理局重点专科（建设单位）。医院是国家中医药管理局第一批"治未病"预防保健服务试点单位。拥有1.5T核磁共振成像系统、双源螺旋CT等先进的医疗设备，总值1.5亿元。拥有4个国家中医药管理局三级科研实验室，2个二级实验室，1个河南省重点实验室，科研设备总值超2000万元。
拥有专业技术人员1500人，其中1名"国医大师"，9名国家级有突出贡献专家，7名全国名老中医，9名河南省优秀专家，省级以上学会主任、副主任委员、理事计38人。

## 教学
医院承担专科、本科、研究生不同层次和专业的教学任务，是河南中医药大学的重要教学基地。2003年以来，第一附属医院、第一临床医学院与护理学院实行教学、医疗结合的院系合一、三位一体的管理模式。设有中西医临床医学、康复治疗学等六个专业方向；设有中医内科学、中医外科学等13个学科；拥有中医内科等6个硕士授权点。

## 交通
| 工人新村 | 工人新村               | 工人新村               | 工人新村               | 工人新村                  |
| 编号     | 路线                   | 路线                   | 路线                   | 备注                      |
| -------- | ---------------------- | ---------------------- | ---------------------- | ------------------------- |
| G9       | 花园口村公交站         | ⇆                      | 航海路秦岭路           |                           |
| 26       | 已于2023年9月19日停办  | 已于2023年9月19日停办  | 已于2023年9月19日停办  | 已于2023年9月19日停办     |
| 32       | 已于2023年10月26日停办 | 已于2023年10月26日停办 | 已于2023年10月26日停办 | 已于2023年10月26日停办    |
| G37      | 兴国路公交站           | ⇆                      | 会展中心               |                           |
| 57       | 思勤江路公交站         | ⇆                      | 火车站西广场           |                           |
| G82      | 嵩山南路南四环         | ⇆                      | 晨旭路中州大道         | B2路支线                  |
| 98       | 已于2023年9月22日停办  | 已于2023年9月22日停办  | 已于2023年9月22日停办  | 已于2023年9月22日停办     |
| 100      | 腊梅路公交站           | ⇆                      | 紫荆山人民路           | B2路支线                  |
| 101      | 农业路中州大道         | ⇆                      | 火车站北港湾           | 原101路东线，曾为无轨电车 |
| 109      | 已于2023年9月16日停办  | 已于2023年9月16日停办  | 已于2023年9月16日停办  | 已于2023年9月16日停办     |
| 312      | 河南财政金融学院       | ⇆                      | 公交集团               |                           |
| G900     | 陇海路洛达庙           | ⇆                      | 经三路广电南路         | 原K9路                    |
| 903      | 航海路秦岭路           | ⇆                      | 农业路中州大道         |                           |
| Y10      | 北三环中州大道         | ⇆                      | 火车站北港湾           | 夜间服务                  |
| Y11      | 花园口村公交站         | ⇆                      | 火车站北港湾           | 夜间服务                  |
| Y21      | 佛岗村公交站           | ⇆                      | 紫荆山人民路           | 夜间服务                  |

| 龙子湖南路博学路 | 龙子湖南路博学路 | 龙子湖南路博学路 | 龙子湖南路博学路         | 龙子湖南路博学路 |
| 编号             | 路线             | 路线             | 路线                     | 备注             |
| ---------------- | ---------------- | ---------------- | ------------------------ | ---------------- |
| 160              | 东风南路商都路   | ↻                | 东风南路商都路           | 循环线           |
| 170              | 市体育中心       | ⇆                | 前牛岗社区               |                  |
| 278              | 博学路公交站     | ⇆                | 七里河南路陇海路         |                  |
| 312              | 河南财政金融学院 | ⇆                | 公交集团                 |                  |
| S177             | 会展中心外环     | ⇆                | 北三环行健街             |                  |
| Y31              | 紫荆山金水路东   | ⇆                | 河南财经政法大学（西门） | 夜间服务         |